# 18957 Mijacobsen
18957 Mijacobsen este un asteroid din centura principală de asteroizi.

## Descriere
18957 Mijacobsen este un asteroid din centura principală de asteroizi. A fost descoperit pe 24 august 2000 la Socorro, New Mexico, în cadrul proiectului LINEAR. Asteroidul prezintă o orbită caracterizată de o semiaxă mare de 2,22 ua, o excentricitate de 0,15 și o înclinație de 5,8° în raport cu ecliptica.